# Poljana Biškupečka
Poljana Biškupečka is een plaats in de gemeente Varaždin in de Kroatische provincie Varaždin. De plaats telt 443 inwoners (2001).